# Piletocera fluctualis
Piletocera fluctualis là một loài bướm đêm trong họ Crambidae.